# Lea Oude Engberink
Lea Oude Engberink (* 1999 in Nordhorn) ist ein deutsches Model. Sie wurde 2024 Siegerin der Castingshow Germany’s Next Topmodel.

## Leben
Lea Oude Engberink lebt in Düsseldorf und arbeitete bis Februar 2024 als Business Developerin. Seit September 2020 studiert sie an der Hochschule Düsseldorf Retail Design.

## Karriere
Bereits 2017 bewarb sich Oude Engberink bei Germany’s Next Topmodel, schied allerdings in der ersten Folge aus. Sie nahm erneut in der ab Februar 2024 ausgestrahlten 19. Staffel der Castingsendung teil. Während ihrer Teilnahme erhielt sie Modeljobs für eine Kampagne für Kilian Kerner sowie NYX Professional Makeup und einen Werbespot für Deichmann x Fila Europe. Im Finale konnte sie sich gegen Xenia Tsilikova⁠ und Fabienne Urbach durchsetzen. Sie erschien auf dem Cover der deutschen Harper’s Bazaar und gewann zudem 100.000 Euro.
Anfang Juli 2024 lief Oude Engberink auf der Berlin Fashion Week für Kilian Kerner und Anja Gockel. Im Oktober 2024 war Oude Engberink zusammen mit Jermaine Kokoú Kothé bei Wer weiß denn sowas? zu sehen.